# Naja sumatrana
Naja sumatrana är en ormart som beskrevs av Müller 1890. Naja sumatrana ingår i släktet Naja och familjen giftsnokar. IUCN kategoriserar arten globalt som livskraftig. Inga underarter finns listade i Catalogue of Life.
Denna orm förekommer i Sydostasien från södra Malackahalvön och Sumatra till västra Filippinerna och Borneo, inklusive tillhörande små öar. Arten når i bergstrakter 1500 meter över havet. Habitatet utgörs av skogar och dessutom besöks odlingsmark samt människans samhällen. Honan lägger 6 till 23 ägg per tillfälle.